# Chile vid världsmästerskapen i friidrott 2023
Chile tävlade vid världsmästerskapen i friidrott 2023 i Budapest i Ungern mellan den 19 och 27 augusti 2023.

## Resultat
Chiles trupp bestod av nio idrottare.

### Herrar
Gång- och löpgrenar
| Idrottare   | Gren         | Final    | Final     |
| Idrottare   | Gren         | Resultat | Placering |
| ----------- | ------------ | -------- | --------- |
| Carlos Díaz | 10 000 meter | 0DNF0    | 0DNF0     |

Teknikgrenar
| Idrottare         | Gren          | Kval    | Kval      | Final            | Final            |
| Idrottare         | Gren          | Distans | Placering | Distans          | Placering        |
| ----------------- | ------------- | ------- | --------- | ---------------- | ---------------- |
| Luis Reyes        | Tresteg       | 15,75   | 28        | Gick inte vidare | Gick inte vidare |
| Lucas Nervi       | Diskus        | 58,76   | 32        | Gick inte vidare | Gick inte vidare |
| Claudio Romero    | Diskus        | 62,24   | 23        | Gick inte vidare | Gick inte vidare |
| Gabriel Kehr      | Släggkastning | 75,10   | 10 q      | 75,99            | 9                |
| Humberto Mansilla | Släggkastning | 72,80   | 20        | Gick inte vidare | Gick inte vidare |

### Damer
Gång- och löpgrenar
| Idrottare    | Gren      | Försöksheat | Försöksheat | Semifinal        | Semifinal        | Final            | Final            |
| Idrottare    | Gren      | Resultat    | Placering   | Resultat         | Placering        | Resultat         | Placering        |
| ------------ | --------- | ----------- | ----------- | ---------------- | ---------------- | ---------------- | ---------------- |
| Martina Weil | 400 meter | 51,35       | 4           | Gick inte vidare | Gick inte vidare | Gick inte vidare | Gick inte vidare |

Teknikgrenar
| Idrottare      | Gren        | Kval    | Kval      | Final            | Final            |
| Idrottare      | Gren        | Distans | Placering | Distans          | Placering        |
| -------------- | ----------- | ------- | --------- | ---------------- | ---------------- |
| Ivana Gallardo | Kulstötning | 16,55   | 30        | Gick inte vidare | Gick inte vidare |
| Karen Gallardo | Diskus      | 50,75   | 37        | Gick inte vidare | Gick inte vidare |